# El Tortuguero
El Tortuguero es un municipio de la Región Autónoma de la Costa Caribe Sur en la República de Nicaragua.

## Geografía
El municipio de El Tortuguero, está ubicado en la zona norte de la Región autónoma de la Costa Caribe Sur, entre las coordenadas 12° 49′ 0″ de latitud norte y 84° 12′ 0″ de longitud oeste. Fue fundado el 27 de mayo de 1996, por Ley N.º 221, su extensión territorial corresponde a 3,403 km², anterior a su fundación el territorio pertenecía al municipio de La Cruz de Río Grande. Se encuentra ubicado en la parte nor-central de la Región, a 203 kilómetros al noroeste de la ciudad de Bluefields, de distancia vía acuática, pasando por el municipio de Laguna de Perlas, navegando el río Kurinwas y Kukarawala. La distancia hasta 530 kilómetros de la capital de Managua.

### Límites
El término municipal limita al norte con el municipio de La Cruz de Río Grande, al sur con los municipios de El Rama y Bluefields, al este con los municipios de Desembocadura de Río Grande y Laguna de Perlas, y al oeste con los municipios de Paiwas y El Ayote.

## Historia
Los primeros habitantes eran de la etnia ulua. En la zona no hubo como en otros municipio presencia directa de enclaves norteamericanos madereros, pero hicieron sentir su presencia a través de contratistas que llegaron por el año 1945 a explotar madera.
El Tortuguero es uno de los municipios jóvenes del país. Fue formado en 1996 por una escisión del municipio de La Cruz de Río Grande. La salida de las compañías producto del desastre provocado por el huracán Irene, trajo como consecuencia que la población buscara su propia sobrevivencia, dedicándose fundamentalmente a la agricultura y ganadería de autoconsumo. Con el correr de los años fueron llegando campesinos del interior del país en búsqueda de tierras, lo que se mantiene hasta la actualidad.<ref

## Demografía
El Tortuguero tiene una población actual de 58,463 habitantes. De la población total, el 51.7% son hombres y el 48.3% son mujeres. Casi el 18.4% de la población vive en la zona urbana.

## Localidades
El municipio de El Tortuguero está formado por 5 microrregiones que a la vez está conformado por 49 comunidades urbanas y rurales. La población se encuentra distribuida de manera dispersa en las comunidades y barrios.
III.	ORGANIZACIÓN TERRITORIAL DEL MUNICIPIO

## Economía
Las principales actividades económicas son la ganadería y la agricultura. El comercio informal.

## Ecología
Esta reducción que no solamente ha sucedido en este municipio, sino que en los que la conforman no se cuenta con un plan emergente de restauración que debería de estar siendo promovido por las instancias correspondientes de INAFOR, MARENA, MAGFOR, alcaldía, líderes y lideresas del territorio, policía y ejército. Esta situación debe de ser atendida con gran preocupación por las instituciones correspondientes y desarrollar en la población asentada una sensibilización para establecer prácticas de producción agroecológicas de recuperación boscosa, esta herramienta debería de integrar la definición de una zona de amortiguamiento que le sirva de anillo protector para evitar la inserción de nuevos colonos y el deterioro de tan importante reserva.

## Cultura
En el municipio la lengua común es el español, y muy eventualmente se escucha el misquito.